# Pterolophia obscurata
Pterolophia obscurata là một loài bọ cánh cứng trong họ Cerambycidae.